# Zahumlia
Hum trimite aici, pentru un fenomen denumit și „The Hum” vedeți Sunete ciudate din cer (fenomen)
Zahumlia sau Zachumlia (în sârbocroată Zahumlje/Захумље,; pronunțat [zǎxuːmʎe] ), de asemenea, denumit Hum, a fost un principat medieval situat în regiunile moderne din Herțegovina și Dalmația de sud (în prezent părți din Bosnia și Herțegovina și, respectiv, Croația). În unele perioade, a fost un principat total independent sau semi-independent al slavilor sudici. Acesta a menținut relații cu diverse puteri străine și vecine (Imperiul Bizantin, Primul Țarat Bulgar, Regatul Croației, Principatul Serbiei) și ulterior a fost supus (temporar pentru o perioadă mai lungă de timp) Regatului Ungariei, Regatului Serbiei, Regatului Bosniei, Ducatului de Sfânta Sava și la sfârșit Imperiului Otoman.

## Etimologie
Zahumlia este un derivat al cuvântului Hum, din proto-slavă *xŭlmŭ, împrumutat dintr-o limbă proto-germanică (cf. * hulma-), care înseamnă „deal”. Zahumlje în limbile slave de sud poartă numele muntelui Hum (za + Hum "în spatele [muntelui] Hum"), deasupra orașului Bona, la gura râului Buna. Principatul este numit Zahumlje sau Hum în sârbo-croată (în chirilică sârbă: Захумље, Хум). Este Zachlumia în latină, Хлъмъ în slavona  veche și Ζαχλούμων χώρα („țara Zachlumia”) în greacă. Numele Chelmania, Chulmia și terra de Chelmo apar în cronicile latinești și italienești ulterioare. 

## Geografie
Lucrarea împăratului bizantin Constantin al VII-lea Porfirogenet, De Administrando Imperio, a descris Zahumlia, probabil în timpul domniei lui Časlav Klonimirović (domnie 927–960), astfel: „De la Ragusa începe domeniul Zachloumoi (Ζαχλοῦμοι) și se întinde de-a lungul râului Orontius; pe coastă se învecinează cu Pagani, dar în partea țării de munte este vecină cu croații la nord și cu Serbia în față... [În] Zachloumoi trăiesc acum sunt sârbi, originari din vremea prințului (archon) care a fugit la împăratul Heraclius... Țara Zachloumoi cuprinde următoarele orașe: Ston (το Σταγνον / până la Stagnon), Mokriskik (το Μοκρισκικ), Josli (το Ιοσλε / până la Iosle), Galumainik Γαλυμαενικ / la Galumaenik), Dobriskik (το Δοβρισκικ / la Dovriskik)”.
Letopisețul preotului de la Duklja (Ljetopis popa Dukljanina, secolul al XIV-lea sau al XVI-lea) a descris geografia sub stăpânirea conducătorilor sud-slavi, astfel principatul Hum avea două orașe majore: Bona și Hum. Principalele așezări din Zachlumia au fost Ston, Ošlje, Dobar, orașele Mokriskik și Glumainik. Principatul începea din Dalmația (Croația) la nord-vest și se învecina cu Pagania la vest; apoi mergea spre muntele Kalinovik și Câmpia Gatak, unde se învecina cu Travunia. Cea mai estică graniță a Zahumljei era de-a lungul liniei Popovo - Ljubinje -Dabar[...] Zachlumia a fost împărțită în 9 zupanate (parohii): Ston, Popovo, Dubrava, Luka, Dabar, Žapska, Gorička și Večenik în jurul Neretva. Zahumlje a avut acces la Marea Adriatică prin peninsula Pelješac[...]
Apoi Zahumlia a fost împărțit în două ducate: Zahumlia superior în vest și Zahumlia inferior în est. Pe măsură ce toponimul Pagania a dispărut până la sfârșitul secolului al XI-lea, pământul Hum a fost extins pentru a include teritoriul dintre Neretva și Cetina, denumit anterior Pagania. Acest teritoriu a fost la acea vreme controlat de magnații localii Radivojevići, Jurjevići sau Vlatkovići.

## Sosirea slavilor. Vlahii
Slavii au invadat Balcanii în timpul lui Iustinian I (domnie 527–565), când aproape 100.000 de slavi au atacat Salonicul. În Balcanii de Vest s-au așezat Sclavenii (sau Sklavenoi), la est de poporul Antes (sau Antae, în greacă Áνται). Sclavenii au jefuit Tracia în 545 și din nou în anul următor. În 551, slavii au trecut prin Niš, inițial s-au îndreptat către Salonic, dar au ajuns în Dalmația. În 577, aproximativ 100.000 de slavi au intrat în Tracia și Iliric, prădând orașele și stabilindu-se în zonă. Hum a avut, de asemenea, un număr mare de vlahi care erau descendenți dintr-o populație pre-slavă. Conectați cu românii și vorbind inițial o limbă asemănătoare cu cea română, vlahii din fostul principat Hum sunt astăzi vorbitori de limbi slave.

## Istorie

Zahumlia în secolul al IX-lea

Cel mai vechi conducător cunoscut al principatului Zahumlia a fost Mihajlo Višević (910-950), care a cucerit orașul Siponto (latină Sipontum) din Peninsula Italică, în numele Bizanțului. Mihailo Višević a intrat în relații mai strânse cu Imperiul Bizantin, după moartea țarului Simeon I al Bulgariei în 927. El a primit titluri mari ale curții bizantine ca anthypatos și patrician (patrikios).. El a rămas conducător al principatului Zahumlje în anii 940, păstrând relații bune cu papalitatea.
Conducătorii de mai târziu ai principatului Zahumlje (Zahumlia) au fost urmașii prințului Zavida, ai cărui fii au fost Ștefan Nemanja, Tihomir, Stracimir și Miroslav. Zahumlje a fost dat lui Miroslav; acesta, ca prinț de Zahumlje (1162–1190), s-a căsătorit cu sora Banului Kulin al Bosniei. Au urmat apoi Toljen (1192–1196) și Toljen II (1228–1239), Nikola (1322–1326), care s-a căsătorit în 1338 cu Katarina Kotromanić. 
Petar Mirosavljević, fiul lui Miroslav, a fost prinț de Zahumlia în 1198—1227 și prințul orașului Split între 1222—2525. Andrija Mirosavljević a urmat ca prinț de Primorje și prinț de Zahumlia de Sud în 1239–1250; Bogdan din 1249 până în 1252, an în care a condus împreună cu Radoslav de Zahumlia. 
Ștefan Konstantin, ban al Bosniei, a fost prinț de Zahumlia în 1326–1353 și moștenitor al tronului sârb în 1323. Tvrtko I al Bosniei a fost prinț de Zahumlia în 1353–1391. Uglješa Mrnjavčević, descendent al casei sârbe a lui Mrnjavčević, a condus Zahumlia din 1370 până la moartea sa, în 1404. Stefan Ostoja al Bosniei a fost prinț de Zahumlia în 1398– 1404 și din nou 1409–1418, iar Vlatko Hercegović din 1466 până în 1481.

### Il Regno de gli Slavi

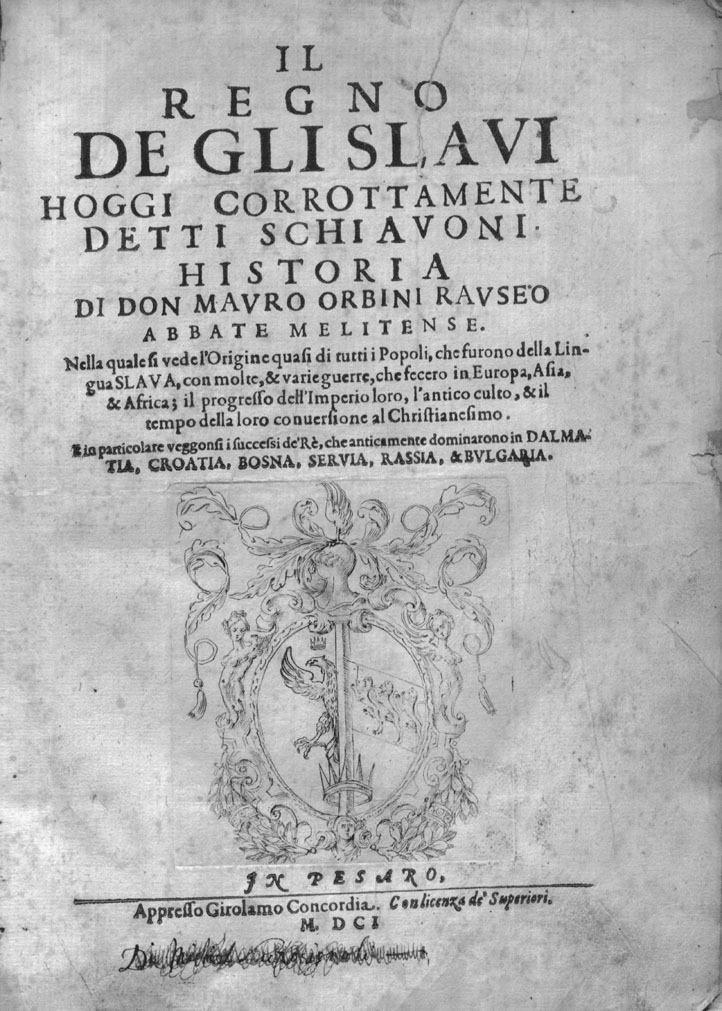
Il Regno de gli Slavi

Conform cărții „Il Regno de gli Slavi” (Regatul slavilor, din 1601) de Mavro Orbini, Ștefan Radoslav a fost conducător al Zahumliei în timpul domniei tatălui său, Ștefan I Prvovenčani. Cu toate acestea, sursele folosite de Orbini pentru istoria principatului Zahumlia nu pot fi identificate după nume. Sunt considerate pierdute și Orbini rămâne cea mai veche sursă existentă pentru mai multe dintre evenimentele menționate. Potrivit acestuia, Miroslav cel Mare a fost succedat de fiul său Andrei (Andrija), în vârstă de doar zece ani. Din text lipsește Toljen, un alt fiu al lui Miroslav care a fost menționat ca moștenitor aparent în alte surse. Cum Andrei a fost minor, nobilimea locală l-a deposedat de titlul de conducător. Apoi au oferit coroana lui Petru (Petar), a cărei relație cu predecesorii săi nu este menționată de Orbin. Fine a remarcat că cercetătorii de mai târziu tind să presupună că Petru era un alt fiu al lui Miroslav și fratele vitreg al lui Andrei. Ceva mai târziu, cauza exilatului Andrei a fost preluată de Ștefan Nemanjić, care a invadat Zahumlia. Petru a fost nevoit să se retragă în zonele de vest și de nord ale râului Neretva. Restul Zahumliei a căzut sub controlul lui Nemanjić. Fine afirmă că zonele presupuse a fi în stăpânirea lui Peter nu au putut fi contestate. Ele sunt cunoscute din alte surse că au fost revendicate de Andrei, ducele Croației și al  Dalmației în 1198. Orbini a susținut că Nemanjić a împărțit Zahumlia între vărul său Andrei, fiul lui Miroslav și propriul său fiu, Radolslav. Lui Andrei i s-a oferit controlul asupra orașului Popovo și a litoralului principatului Hum. Zona continentală a fost acordată lui Radoslav. Orbini susține că atunci când Radoslav a murit, Nemanjić i-a dat pământurile lui Andrei. Fine afirmă că Radoslav nu ar fi putut să fie predecesorul tatălui său. Se cunoaște din alte surse că el a fost predecesorul tatălui său. Nemanjić l-ar fi putut elimina pur și simplu din poziția sa de autoritate din motive necunoscute în prezent. Orbini își continuă relatarea sa, dar Radoslav nu mai este menționat. 
Fine a afirmat că fiabilitatea relatărilor lui Orbini este uneori dificil de determinat din cauza lipsei de surse suplimentare. Există unele inadvertențe evidente uneori, dar elementele de bază ale relatării ar putea fi adevărate. O criză succesorală în Zahumlia cu mai mulți moștenitori rivali ar fi destul de plauzibilă. Nemanjić ar fi avut astfel motiv să se implice. Rivalitatea sa continuă cu fratele său la sfârșitul anilor 1190 i-ar fi impus să-și asigure controlul asupra Zahumliei, pentru a-l împiedica pe Vukan să revendice controlul asupra Zahumliei. Cu toate acestea, activitățile sale din zonă nu sunt cunoscute din alte surse. Motivația lui de a-l sprijini pe Andrei împotriva lui Petru este, de asemenea, neclară. Oricare dintre cei doi ar fi putut servi drept conducători ai acestui stat marionetă. Instalarea lui Radoslav la conducerea estului Zahumliei ar fi fost o modalitate de a asigura un control mai strict al regiunii.
Orbini nu oferă date pentru evenimentele relatării sale. Fine face estimarea acestora, pe baza surselor care înregistrează alte evenimente din regiunea mai largă. El estimează moartea lui Miroslav în 1198. El explică de ce Andrei, ducele de Croația și Dalmația, a ales în acel an să atace. El a dobândit controlul asupra unor zone din Zahumlia, la nord-vestul Neretvei. Până în 1203, acest Andrei a fost implicat în conflict cu propriul său frate, Emeric al Ungariei. Conflictul continuu i-ar fi permis lui Petru să ceară pentru el zonele din nord-vestul Neretvei. Ar fi putut să aibă un avantaj față de trupele lui Andrei care se retrăgeau deja, fie să-și folosească forțele proprii pentru a le alunga. Oricum, probabil, Andrei nu-și putea permite menținerea a două fronturi de război în același timp. Asigurând zona ca sursa sa de putere militară, Peter ar fi putut apoi să-și alunge fratele din estul Zahumliei. Perioada de timp de când Andrei de Zahumlia a plecat în exil și decizia lui Nemanjić de a interveni este neclară în relatarea de Orbin. Fine sugerează că ar fi putut trece mai bine de un deceniu. El sugerează că ar putea ajunge până în 1216, cu doar un an înainte ca Nemanjić să fie declarat rege de Papa Honoriu al III-lea. Nemanjić ar fi putut apoi să își folosească forțele pentru a asigura estul Zahumliei pentru Andrei, cel pe care îl prefera la conducere. El ar fi încercat apoi să asigure un control și mai strâns, prin numirea lui Radoslav în zonele de graniță cu Raška. Zona ar fi putut rămâne sub controlul său mai mult decât a indicat Orbini. Fine afirmă că Andrei pare să fi „dispărut de la locul faptei” până în 1218, când este scris că Petru a preluat zonele de coastă. Se pare că nu există niciun indiciu ca Petru și-ar fi extins controlul în zonele care se presupune că ar fi fost conduse de Radoslav.